# Richard Lund
Richard Olof Lund, född 10 juli 1885 i Masthuggs församling i Göteborg, död 27 september 1960 i Matteus församling i Stockholm, var en svensk skådespelare.
Lund debuterade 1904 på Stora Teatern i Göteborg och kom senare att verka i ensembler under så varierande teaterledare som Hjalmar Selander, Ivan Hedqvist och Karl Gerhard. Han turnerade även med Fridolf Rhudin 1930.
Lund gjorde även ett stort antal filmroller och har betecknats som den svenska stumfilmens "förste store älskare". Sina viktigaste filmroller gjorde han för regissörerna Victor Sjöström och Mauritz Stiller, av vilka hans insats i den senares Herr Arnes pengar (1919) räknas som hans kanske allra främsta. Under ljudfilmseran avtog hans roller i storlek och betydelse.
Richard Lund är gravsatt på Katolska kyrkogården i Stockholm.

## Filmografi i urval

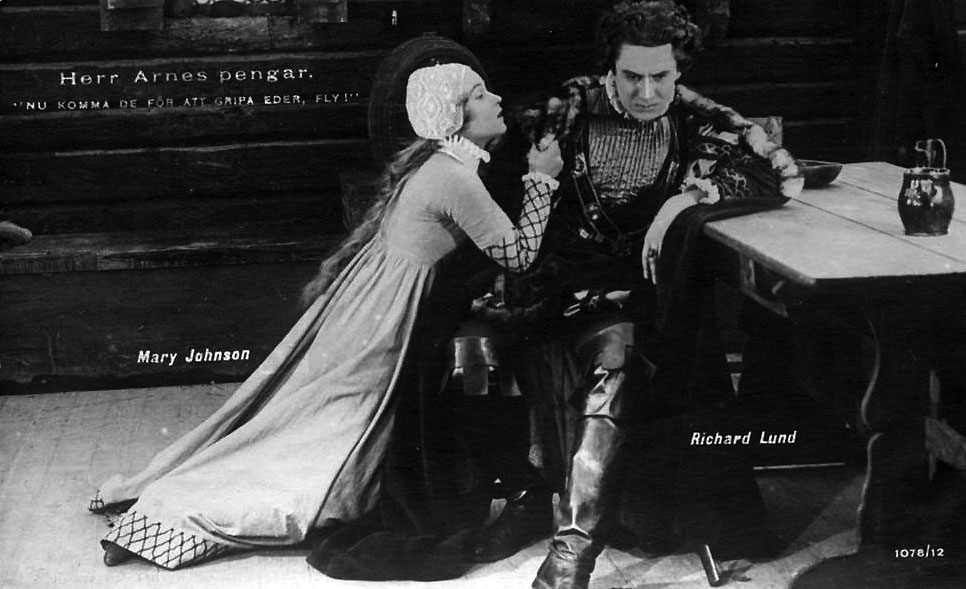
Mot Mary Johnson i filmen Herr Arnes pengar: Nu komma de för att gripa eder, fly!

- 1912 – Ett hemligt giftermål eller Bekännelsen på dödsbädden
- 1913 – Den moderna suffragetten
- 1913 – Livets konflikter
- 1913 – Blodets röst
- 1913 – Lady Marions sommarflirt
- 1913 – Löjen och tårar
- 1913 – Ingeborg Holm
- 1913 – På livets ödesvägar
- 1913 – Gränsfolken
- 1914 – Prästen
- 1914 – Dömen icke
- 1914 – Bra flicka reder sig själv
- 1914 – Stormfågeln
- 1914 – Hjärtan som mötas
- 1914 – För sin kärleks skull
- 1915 – Det var i maj
- 1915 – Landshövdingens döttrar
- 1915 – Strejken
- 1915 – Hans hustrus förflutna
- 1915 – I prövningens stund
- 1915 – Hämnaren
- 1915 – Skomakare, bliv vid din läst
- 1915 – Lekkamraterna
- 1915 – Hans bröllopsnatt
- 1915 – Hans faders brott
- 1916 – Havsgamar
- 1916 – Lyckonålen
- 1916 – Kampen om hans hjärta
- 1916 – Kärlek och journalistik
- 1916 – Balettprimadonnan
- 1917 – Vem sköt?
- 1917 – Den levande mumien
- 1917 – Envar sin egen lyckas smed
- 1917 – Paradisfågeln
- 1917 – Jungeldrottningens smycke
- 1919 – Herr Arnes pengar
- 1920 – Klostret i Sendomir
- 1920 – Carolina Rediviva
- 1922 – Det omringade huset
- 1924 – Livet på landet
- 1926 – Farbror Frans
- 1926 – Dollarmillionen
- 1929 – Konstgjorda Svensson
- 1930 – Hjärtats röst (1930)
- 1935 – Valborgsmässoafton
- 1936 – Johan Ulfstjerna
- 1937 – Pensionat Paradiset
- 1937 – Adolf Armstarke
- 1937 – Ryska snuvan
- 1937 – John Ericsson - segraren vid Hampton Roads
- 1938 – Goda vänner och trogna grannar
- 1939 – Valfångare
- 1939 – Landstormens lilla Lotta
- 1940 – Stål
- 1940 – Juninatten
- 1941 – Lärarinna på vift
- 1942 – Sexlingar
- 1942 – Livet på en pinne
- 1943 – Katrina
- 1943 – Det brinner en eld
- 1944 – Hets
- 1952 – Adolf i toppform
- 1952 – Snurren direkt

## Teater

### Roller (ej komplett)
| År   | Roll | Produktion                                           | Regi        | Teater        |
| ---- | ---- | ---------------------------------------------------- | ----------- | ------------- |
| 1909 |      | Arsène Lupin Francis de Croisset och Maurice Leblanc | Knut Nyblom | Oscarsteatern |